# Longitarsus juncicola
Longitarsus juncicola là một loài bọ cánh cứng trong họ Chrysomelidae. Loài này được Foudras miêu tả khoa học năm 1860.